# Pilade Basso
Pilade Basso (fl. XX secolo) è stato un calciatore italiano, di ruolo centrocampista.

## Carriera
Con la Speranza Savona disputa 19 gare nel campionato di Prima Divisione 1922-1923.